# John Hawkins (musikhistoriker)
 Der er flere personer med dette navn, se John Hawkins.
Sir John Hawkins (født 30. marts 1719 i London, død 21. maj 1789 sammesteds) var en engelsk musikhistoriker.
Hawkins var advokat, men beskæftigede sig ved siden deraf ivrig med musik og blev således (1741) medgrundlægger af Madrigal Society. Et rigt giftermål satte ham i stand til helt at ofre sig for sine musikhistoriske interesser, og i løbet af 16 år (i hvilke han for øvrigt beklædte en fredsdommers stilling) udarbejdede Hawkins den i sin tid berømte General history of the science and the practice of music (1776, ny udgave 1875, 3 bind).
Værket, til hvis udarbejdelse Hawkins havde søgt hjælp af fagmusikere, sattes vel straks i skygge af Burneys mere overskuelige og velskrevne musikhistorie, men hævdede sig snart særlig som en værdifuld, med stor flid tilvejebragt material- og citatsamling. Hawkins, der adledes 1772, har endvidere forfattet en biografi af Corelli.